# ألباكونازول
ألباكونازول (Albaconazole) مضاد فطري. أُجريت عليه دراسات لمعرفة فعاليته كمضاد أوالي.